# Norma Varden
Pour les articles homonymes, voir Varden.
Norma Varden est une actrice anglaise, née à Londres (Angleterre) le 20 janvier 1898 et morte à Santa Barbara, Californie (États-Unis) le 19 janvier 1989, soit la veille de son 91e anniversaire.

## Biographie
Née à Londres, fille d'un capitaine de navire à la retraite, Varden était une enfant prodige. Elle a suivi une formation de pianiste de concert à Paris et s'est produite en Angleterre avant de décider de devenir actrice. Elle a étudié à la Guildhall School of Music and Drama et a fait sa première apparition dans le rôle de Mrs Darling dans Peter Pan.

En Angleterre, Varden est une protégée de l'actrice Kate Rorke, elle joue dans le théâtre de répertoire et fait ses débuts dans le West End dans The Wandering Jew en 1920. De Shakespeare à la farce, elle devient un membre régulier de la troupe du Aldwych Theatre, où elle joue dans des pièces de 1929 à 1933. Elle commence à apparaître dans des films britanniques, généralement dans des rôles hautains de la classe supérieure.

## Filmographie partielle
Cinéma
- 1934 : The Iron Duke de Victor Saville
- 1936 : Music Hath Charms de Thomas Bentley, Alexander Esway, Walter Summers  et Arthur B. Woods
- 1940 : Le Gangster de Chicago (The Earl of Chicago) de Richard Thorpe et Victor Saville : Maureen Kilmount
- 1941 : Cœurs printaniers (Glamour Boy) de Ralph Murphy : Mrs. Lee
- 1942 : Prisonniers du passé (Random Harvest) de Mervyn LeRoy : Julia
- 1942 : Flying with Music de George Archainbaud : Miss Mullens
- 1942 : Danse autour de la vie (We were dancing) de Robert Z. Leonard : Mme Bryce-Carew
- 1942 : Uniformes et Jupons courts (The Major and the Minor) de Billy Wilder : Mrs. Osborne
- 1942 : Casablanca de Michael Curtiz : la femme de l'anglais racketté
- 1943 : The Good Fellows de Jo Graham
- 1944 : Le Grand National (National Velvet) de Clarence Brown : Miss Sims
- 1944 : Les Blanches Falaises de Douvres (The White Cliffs of Dover) de Clarence Brown : Mme Bland
- 1945 : Le Charme de l'amour (Those Endearing Young Charms) de Lewis Allen
- 1945 :  L'Or et les Femmes (Bring on the Girls) de Sidney Lanfield : Tante Martha
- 1945 :  Épousez-moi, chérie ! (Hold That Blonde!) de George Marshall : Flora Carteret
- 1946 : Les Vertes Années (The Green Years) de Victor Saville : Mme Bosomley
- 1947 : Ambre (Forever Amber) d'Otto Preminger : Mrs. Abbott
- 1947 : Telle mère, telle fille (Millie's Daughter) de Sidney Salkow : Sarah Harris
- 1948 : Vivons un peu (Let's Live a Little) de Richard Wallace
- 1949 : Le Jardin secret (The Secret Garden) de Fred M. Wilcox : l'infirmière
- 1950 : Propre à rien ! (Fancy Pants) de George Marshall : Lady Maude
- 1951 : Tempête sur la colline (Thunder on the Hill) de Douglas Sirk : Pierce
- 1951 : L'Inconnu du Nord-Express (Strangers on a Train) d'Alfred Hitchcock : Mme Cunningham
- 1951 : Le Chevalier au masque de dentelle (The Highwayman) de Lesley Selander : la douairière au bal (non créditée)
- 1953 : Les hommes préfèrent les blondes  d'Howard Hawks : Lady Beekman
- 1955 : La Chérie de Jupiter (Jupiter's Darling) de George Sidney : Fabia, la mère de Fabius
- 1957 : Témoin à charge (Witness for the Prosecution) de Billy Wilder : Mme French
- 1959 : Quand la terre brûle (The Miracle) d'irving Rapper et Gordon Douglas
- 1963 : 13 filles terrorisées (13 Frightened Girls) de William Castle : Miss Pittford
- 1964 : Un mari à tout faire (Kisses for My President) de Curtis Bernhardt : Mlle Disendorff
- 1965 : La Mélodie du bonheur (The Sound of Music) de Robert Wise : Frau Schmidt
- 1965 : Le Coup de l'oreiller (A Very Special Favor) de Michael Gordon : Mme Plum
- 1967 : L'Extravagant Docteur Dolittle (Doctor Dolittle) de Richard Fleischer : Lady Petherington
- 1982 : Les cadavres ne portent pas de costard (Dead Men Don't Wear Plaid) de Carl Reiner

Télévision
- 1961 : Adèle (Hazel) de Ted Kay : Harriet Johnson
- 1968 : Istanbul Express (de), téléfilm de Richard Irving